# 9GAG
9GAG is een Hongkongse humoristische website die van start ging in 2008 en gehost wordt in de Verenigde Staten. De website is het meest bekend door het terugkerende gebruik van internetmemes. Men denkt dat 9GAG zijn naam dankt aan de paginaverdeling die de website voorheen gebruikte. Er waren namelijk 9 gags (Engels voor "grapjes") per pagina, tegenwoordig is dit niet meer het geval. De CEO en oprichter van 9gag weigerde tijdens een interview in 2012 echter een verklaring te geven over de oorsprong of betekenis van de naam.
Als gevolg van de virale aard van de inhoud van de website, is 9GAG een van de 500 meest bezochte websites in de wereld.

## Toegang
Elke geregistreerde gebruiker kan afbeeldingen uploaden die dan op een stempagina terechtkomen. Als ze van het 9GAG-publiek genoeg stemmen (upvotes) krijgen, gaan de afbeeldingen naar de trending-pagina. Vergaren ze op die pagina genoeg stemmen, dan gaan ze naar de hoofdpagina (hot). Gebruikers hoeven zich niet te registreren om toegang te krijgen tot de website. Om te stemmen, toegang te krijgen tot NSFW-inhoud (Not Safe/Suitable For Work: hier gaat het meestal om seksueel getinte zaken) of commentaar te geven op berichten, is een account op 9GAG echter wel vereist.

## Inhoud
De beelden zijn afkomstig van gebruikers zelf en van soortgelijke humorwebsites, zoals 4chan, Reddit en Memebase. Vele ervan zijn gebaseerd op bestaande internetmemes, de popcultuur en actuele gebeurtenissen. Enkele van de meest voorkomende thema's zijn lolcats, e-cards (jarenvijftigkaartjes met hatelijke of seksistische opmerkingen), grapjes over oude Nokia-telefoons die onverwoestbaar zijn, getrol (iemand in de maling nemen), Rage Comics, Philosoraptor, Pedobear en vele andere memes. Uit een onderzoek uit 2013 bleek dat de website mensen bij elkaar brengt, maar dit doet aan de hand van masculiene en heteroseksuele symboliek en uitsluiting van andere groepen.

### Racisme, bevordering van discriminatie en geweld
In zijn artikel uit 2014 "Building Identity and Building Bridges Between Cultures: The Case of 9gag" onderzocht taalkundige Albin Wagener 446 berichten op de startpagina van 9gag; daarvan waren er 40 (8,97%) duidelijk discriminerend. De meerderheid van de discriminerende berichten was vrouwonvriendelijk (57,5%), gevolgd door culturele discriminatie (25%) en homofobie (12,5%). Volgens Wagener verenigt 9GAG mensen in een internationale context, maar dan via mannelijke en heteroseksuele symboliek en devaluatie van andere groepen.
In 2023 verscheen er een meme op 9GAG die verwees naar een waargebeurd incident waarbij een tienermeisje radicaliseerde en later als seksslaaf werd verkocht, verkracht en doodgeslagen. Het evenement vond plaats in de sectie "Humor", heeft meer dan 10.000 stemmen gekregen van 9GAG-gebruikers en bevat voornamelijk opmerkingen waarin de gewelddadige dood van het tienermeisje wordt gevierd en bespot.
In 2024 verscheen er een meme op 9GAG over hoe zwarten en Arabieren zogenaamd stinken. De commentaren onder de meme bespotten zwarte mensen omdat ze slecht ruiken en benadrukken dat ze een hoog misdaadcijfer hebben en geen zeep gebruiken.